# Camaridium cedralense
Camaridium cedralense là một loài thực vật có hoa trong họ Lan. Loài này được (J.T.Atwood & Mora-Ret.) M.A.Blanco mô tả khoa học đầu tiên năm 2007.